# Целине (Врбовец)
Целине су насељено место у Републици Хрватској у Загребачкој жупанији. Административно је у саставу града Врбовца. Простире се северозападно од града на површини на површини од 2,32 км2

## Историја
Насеље се помиње први пут 1460. као посед у горњем делу господарства Раковец. Турци су га уништили, па је обновљено 1620.
У центру села налази се капела (на слици) на раскрсници путева Врбовец — Свети Иван Зелина и Врбовец — Пресека.

## Становништво
На попису становништва 2011. године, Целине су имале 977 становника.
Према попису становништва из 2001. године у насељу Целине је живело 917 становника. који живе у 240 породичних домаћинстава Густина насељености је 395,26 становника на км2
Кретање броја становника по пописима 1857—2001.
| година пописа  | 1857. | 1869. | 1880. | 1890. | 1900. | 1910. | 1921. | 1931. | 1948. | 1953. | 1961. | 1971. | 1981. | 1991. | 2001. |
| бр. становника | 129   | 224   | 259   | 381   | 457   | 497   | 537   | 522   | 547   | 544   | 570   | 479   | 608   | 737   | 917   |

## Попис1991.
На попису становништва 1991. године, насељено место Целине је имало 737 становника, следећег националног састава:
| Попис 1991.‍  | Попис 1991.‍  | Попис 1991.‍ | Попис 1991.‍ | Попис 1991.‍ |
| ------------ | ------------ | ----------- | ----------- | ----------- |
|              |              |             |             |             |
| Хрвати       | Хрвати       |             | 709         | 96,20%      |
| Албанци      | Албанци      |             | 5           | 0,67%       |
| Срби         | Срби         |             | 2           | 0,27%       |
| Мађари       | Мађари       |             | 1           | 0,13%       |
| Словенци     | Словенци     |             | 1           | 0,13%       |
| неопредељени | неопредељени |             | 2           | 0,27%       |
| регион. опр. | регион. опр. |             | 1           | 0,13%       |
| непознато    | непознато    |             | 16          | 2,17%       |
| укупно: 737  |              |             |             |             |